# Portugal en los Juegos Olímpicos de Barcelona 1992
Portugal estuvo representado en los Juegos Olímpicos de Barcelona 1992 por un total de 90 deportistas que compitieron en 14 deportes.  
El portador de la bandera en la ceremonia de apertura fue el yudoca Filipa Cavalleri. El equipo olímpico portugués no obtuvo ninguna medalla en estos Juegos.